# Ferrát
A ferrátok a szabad állapotban nem ismert, vas (VI)-ot tartalmazó vassav (H2FeO4) sói. Szilárd állapotban sötét, feketéslila színűek, oldatban lilák (hígabb oldatuk rózsaszínes). Igen erős oxidálószerek, a vizet is lassan oxidálják (ők maguk vas (III)-ionná redukálódnak), ezért oldatban a pH-tól függően gyorsan (savas oldat) vagy lassan (erősen lúgos oldat) bomlanak.

## Előállításuk
A ferrátokat oldatban vas (III)-vegyületek erősen lúgos közegben történő klóros oxidációjával lehet előállítani: 
2 Fe(OH)3 +3 Cl2 + 10 OH− → 2 FeO2−4 + 6 Cl− + 8 H2O.
Szilárd állapotban nehezebb őket előállítani, de kevés szilárd KOH, szilárd Fe(OH)3 és pár csepp Br2 keverékét fülke alatt melegítve, kálium-ferrát is képződik, ami vízben oldható, és onnan báriumvegyületek oldatával oldhatatlan bárium-ferrátként  (BaFeO4) leválasztható. (A fülke alatti hevítés közben a KOH karbonátosodhat, emiatt a csapadék jelentős mennyiségű, szintén oldhatatlan bárium-karbonáttal (BaCO3) lehet szennyezett. A bárium-ferrát más eredetű ferrátoldatokból is leválasztható, de a karbonátszennyezés itt is megjelenhet.) Szilárd kálium-ferrátot a lúgos vas(III)-tartalmú oldat  hűtés közben végzett hipokloritos oxidációjával lehet előállítani.

## Alkalmazásaik
Bővebb leírás a ferrátokról angol nyelven található pl. a https://web.archive.org/web/20091122145235/http://www.ferrate.eu/pdf/sddb/B-10.pdf címen és az angol Wikipédiában.